# (9778) Isabelallende
(9778) Isabelallende est un astéroïde de la ceinture principale.

## Description
(9778) Isabelallende est un astéroïde de la ceinture principale. Il fut découvert par Eric Walter Elst le 12 août 1994 à l'ESO. Il présente une orbite caractérisée par un demi-grand axe de 2,42 UA, une excentricité de 0,18 et une inclinaison de 1,808° par rapport à l'écliptique.
Il fut nommé en hommage à l'écrivaine chilienne Isabel Allende (née en 1942), homonyme de la femme politique Isabel Allende Bussi.

## Compléments